# Cesare Salvestroni
Cesare Salvestroni (Pisa, 1º maggio 1897 – Ebensee, 2 marzo 1945) è stato un ufficiale italiano.
Reduce della prima guerra mondiale, ferito e più volte decorato, col nascere del regime fascista non vi aderì, contribuendo invece alla fondazione del Partito d'Azione a Pisa. Abile tiratore, fece parte della spedizione italiana della Società del Tiro a Segno a Stoccolma nel 1929, gareggiando per la specialità "pistola libera".
Durante il secondo conflitto mondiale fece parte della Giunta Militare del Comitato di Liberazione Nazionale. Venne arrestato l'11 marzo 1944 dalle Feldgendarmerie e rinchiuso nelle carceri di Firenze. Qui sostenne numerosi interrogatori e torture, senza rivelare notizie compromettenti per la Resistenza. Fu perciò inviato nel campo di Mauthausen e successivamente in quello di Ebensee, dove morì il 2 marzo 1945 a seguito dei maltrattamenti subiti.